# Disputa su Dio e dintorni
Disputa su Dio e dintorni è un saggio di Corrado Augias e Vito Mancuso del 2009.

## Genesi dell'opera
L'idea di scrivere insieme il libro nacque dall'incontro che i due autori ebbero alla trasmissione televisiva Le storie - Diario italiano (di cui Augias è stato conduttore fino al giugno 2013), in cui Mancuso presentò il proprio libro L'anima e il suo destino. Il testo è strutturato come dialogo epistolare tra i sostenitori di opposte tesi (Augias si dichiara non credente, Mancuso si dichiara credente) ed analizza non soltanto gli aspetti fideistici-religiosi del tradizionale cattolicesimo italiano, ma anche gli aspetti temporali della struttura ecclesiastica; il potere temporale, i dogmi, le credenze, l'influenza della gerarchia ecclesiastica nella politica contemporanea. Il risultato è una "disputa" da cui non esce "nessun vincitore né vinto", ma entrambi i contendenti alla fine si dichiarano arricchiti dalla reciproca sensibilità e cultura. Questo confronto avviene sul comune terreno della laicità, metodo che accomuna i due pensatori, rendendoli vicini e convergenti su molte delle tematiche analizzate.

## Contenuti
L'opera ha due premesse in cui ciascun autore racconta il proprio retroterra di credente o meno: Mancuso legato alle certezze delle madre di cui intuiva la forza interiore, Augias alla religiosità vissuta in collegio e alla nonna ebrea divenuta cattolica per sposare un gentile che lo portarono ad un “ateismo interrogante”.
Nella prima parte, Dintorni, ognuno, nell’Incipit, dichiara la propria visione della vita. Augias rigetta l'idea di un Dio che crea l'uomo a sua immagine e il significato trascendente della vita e pensa che la religione sia nata come difesa di fronte alla morte o risposta agli interrogativi insoluti, proclama invece la fiducia nell'agire morale presente in ogni uomo. Mancuso crede nel senso della vita che è giunta a produrre la realtà umana, nella dimensione dello spirito dove agisce la libertà che connota l'agire morale.
Sul primo argomento, Il primato della morale, Augias dichiara di non credere che il comportamento etico, parte dell'educazione civile dell'uomo, provochi l'accesso alla dimensione dello spirito e che la creazione sia dotata di senso mentre afferma che la vita è un processo di autorganizzazione. Mancuso sottolinea che nella natura agisce una logica interna, tesa a una sempre maggiore complessità, infusa da Dio nella materia, che poi autonomamente dà origine alla vita, la quale si configura come una proprietà che sale dal basso fino all'autocoscienza e alla vita spirituale; e propone una lettura diversa del racconto di Genesi.
Il secondo argomento, la Chiesa, è affrontato da diversi punti che a volte trovano d'accordo i due interlocutori come sugli errori della Chiesa e sulla necessità che si ampli il cammino di innovazione in parte da essa intrapreso. Tra queste entrambi sollecitano che la Chiesa abbandoni il concetto di una verità statica posseduta interamente, che, sottolinea Augias, porta all'estremismo, all'autoritarismo e al monopolio della morale. Mancuso sostituisce la vita alla Chiesa, non la contesta come istituzione, ma ritiene che debba essere in funzione della dimensione spirituale, cosa su cui il suo interlocutore ha forti remore, anche se auspica una Chiesa più vicina al messaggio di Gesù. La conversazione sull'argomento è ricca di riferimenti storici e biblici a supporto dell'una e dell'altra tesi e si conclude con la proposta di Mancuso di una “Chiesa celeste” che rafforzi la dimensione spirituale accogliendo tutti coloro che sono animati dalla tensione verso il bene e che metta in atto una riforma dall'interno che realizzi la purezza dell'ideale cristiano. 
La discussione si allarga all’Illuminismo che entrambi vedono come fonte di progresso e stimolo al rinnovamento della Chiesa che potrà realizzarsi solo se viene posto al centro il bene dell'uomo.
La seconda parte della disputa si concentra su Dio che per Augias è un termine molto vago espressione di bisogni e aspirazioni dell'uomo immerso nel non senso dell'esistenza; per Mancuso è forza irresistibile dell'umana interiorità, che ha a che fare con la totalità della vita, la cui idea però si è svuotata per carenza di spiritualità, che potrà arricchirsi solo con un cristianesimo rinnovato sulla sua idea di “Dio amore”, quindi “bene”. Il teologo è convinto che l'essere umano è capace di generare il bene, il quale, se appare più debole del male, è perché non se ne sa parlare in modo convincente. L'idea del bene invece dà senso alla vita perché è la sua logica e conduce l'uomo in una sfera superiore, che come tale è sacra. Augias, contro le affermazioni del suo interlocutore, sottolinea che non esiste una realtà più alta della vita biologica, dove si radica l'io, ci sono solo individui che sono riusciti a sviluppare l'attitudine alla solidarietà, superando lo stato “ferino” iniziale; considera invece che la natura è attraversata da un respiro possente, manifestazione di una vitalità senza morale, che assicura generazione e vita, ma pure distruzione e morte.
Sul tema Gesù i due autori discutono, da diverse angolature, sulle opposte linee interpretative soffermandosi sul rapporto tra cristianesimo ed ebraismo, sulla separazione fra il Gesù della storia e le dottrine a lui attribuite, sul significato e la vitalità del suo messaggio, sulla distinzione fra Gesù e Cristo, mentre entrambi concordano che il messaggio cristiano, semplice e limpido, è stato appesantito dalla posteriore costruzione teologica.
Il confronto poi si sposta su La Madonna che diventa un unico grande argomento che si allarga ai suoi dogmi. I due interlocutori sviluppano argomentazioni che più che opporsi si integrano analizzando vari elementi di questa figura: la caratteristica di unire in sé concetti “contraddittori”, la sua complessità e pregnanza, il significato e l'ideale che incarna, la sterminata pluralità dei volti, il fenomeno di pietà e devozione che esprime. Per Augias Maria è “un'invenzione felicissima” che ha permesso di accogliere “uno scandalo logico e biologico” di grandi dimensioni ; per Mancuso è necessario rivederne i dogmi a partire da quello di peccato originale sostituendo il concetto di “peccato” con quello di “caos”, mentre Augias preferisce parlare di “stato ferino”, espressioni che comunque indicano la situazione iniziale in cui si viene al mondo.
Sulle incongruenze dottrinali su cui si poggia il cristianesimo, Mancuso concorda con le riflessioni di Augias, sottolinea però che l'elaborazione dogmatica non è un processo negativo, ma va purificata con un ritorno all'origine che darebbe al cristianesimo la pregnanza di religione universale finalizzata all'uomo, vera religione naturale. Nel prosieguo dell'analisi Augias chiama in campo Spinoza, che offre una concezione del divino, fra le più convincenti, che viene accolta anche dal suo interlocutore, il quale sottolinea che Dio come “natura naturante” è nascita continua dell'essere, per cui si può affermare che la “materia” è “mater”, trascendente come direzione e immanente come forza. Questa idea di Dio, avvertito dall'uomo come bene e giustizia, permette di fondare l'etica sull'ontologia. Ad Augias, che sottolinea che i principi etici sono attinti dalle esperienze personali e che esiste solo la guida della coscienza, il teologo precisa che la vera dimensione dell'essere è quella profonda, che tutte le grandi religioni ne hanno intuito la logica e che è possibile un pensiero laico di Dio come fondamento razionale e logico dell'essere. Infatti l’ateismo, che rigetta le “narrazioni religiose”, ha tanti che nella vita promuovono la giustizia e il bene aderendo a tale fondamento, viceversa ci sono credenti che lo tradiscono. Da ciò si deduce che nella disputa fra fede in Dio e ateismo l'essenziale è la fiducia verso la vita, che si riconosca in essa un fondamento razionale, mentre è secondaria la disputa su quale identità abbia tale fondamento, se immanente o trascendente o entrambe insieme. Mancuso ritiene che il cristianesimo ha la possibilità di parlare di un Dio trascendente nell'immanenza di tutte le cose, mostrando un'immensa energia speculativa ed esistenziale, che si esprime nella dottrina trinitaria, che Augias considera un residuo medioevale e che invece per Mancuso è di grande potenzialità se la si poggia sulla relazione non sull'identità. Essa infatti permette a Dio di costituirsi come Padre e viceversa per il Figlio, legati dallo Spirito. Tale potenzialità però emerge solo se il cattolicesimo accoglie la visione evoluzionistica, cosa possibile in seguito alle aperture del Vaticano II. Questa permette di superare la scissione all'interno del cattolicesimo tra la visione tradizionalista e quella del rinnovamento col considerare la rivelazione viva e sempre all'opera, che si manifesta anche in forma impersonale nel linguaggio della giustizia che unisce tutti gli uomini.

## Edizioni
- Corrado Augias, Vito Mancuso, Disputa su Dio e dintorni, Milano, Mondadori, 2009.

## Riconoscimenti
Nel 2009 il libro ha vinto il Premio Nazionale Rhegium Julii di Saggistica.